# فرفکس (اکلاهما)
فرفکس(به انگلیسی: Fairfax) شهری در ایالت اکلاهما کشور ایالات متحده آمریکا است که جمعیت آن در سرشماری سال ۲۰۱۰ میلادی، ۱٬۳۸۰ نفر بوده‌است.